# Shogo Nakahara
Pour les articles homonymes, voir Nakahara.
Shogo Nakahara (中原 彰吾, Nakahara Shogo), né le 19 mai 1994, est un footballeur japonais.

## Biographie
Nakahara commence sa carrière professionnelle en 2013 avec le club du Hokkaido Consadole Sapporo, club de J2 League. Il est champion de J2 League en 2016 avec cette équipe, obtenant par la même occasion la montée en J1 League. En 2017, il est prêté au Gamba Osaka. En 2018, il est prêté au V-Varen Nagasaki. En 2019, il retourne au Hokkaido Consadole Sapporo. En juillet 2019, il est transféré au Vegalta Sendai.